# Gymnapogon vanderbilti
Gymnapogon vanderbilti és una espècie de peix pertanyent a la família dels apogònids.

## Descripció
- Pot arribar a fer 1,9 cm de llargària màxima.[6][7]

## Hàbitat
És un peix marí, bentònic, associat als esculls i de clima tropical.

## Distribució geogràfica
Es troba al Pacífic oriental central: Kiribati (les illes de la Línia).

## Observacions
És inofensiu per als humans.